# 15 års själ
15 års själ är ett musikalbum av Stry Terrarie från 2003.

## Låtlista
1. Varför lever du
2. Mustang (inget e för evigt)
3. Va fan slöseri
4. 15års själ
5. Gycklare / Gränsland
6. Allting e mitt
7. Dumma laget
8. Quantarola
9. Mannen som åt Moskva
10. 20020321 nån gång på förmiddagen
11. Natten är lång
12. Vansinnigt under
13. Besökarna #4